# Station Kaźmierz Wielkopolski
Station Kaźmierz Wielkopolski is een spoorwegstation in de Poolse plaats Kaźmierz.